# Eberhard Groß (Physiker)
Eberhard K. U. Groß, im Englischen auch als Gross zitiert, (* 1953 in Frankfurt am Main) ist ein deutscher theoretischer Festkörperphysiker.
Groß studierte Mathematik und Physik an der Johann-Wolfgang-Goethe-Universität Frankfurt am Main und wurde dort 1980 in theoretischer Physik promoviert (Dissertation: Der Dichtefunktional-Formalismus für Atome und quasimolekulare Zweizentren-Systeme und seine relativistische Erweiterung). Als Post-Doktorand war er an der University of California, Santa Barbara bei Walter Kohn. 1986 habilitierte er sich in Frankfurt und ging als Heisenberg-Stipendiat wieder an die University of California, Santa Barbara. 1990 wurde er Fiebiger-Professor an der Universität Würzburg. Zwischen 2001 und 2009 hatte er eine Professur an der FU Berlin inne. Er ist wissenschaftliches Mitglied des Max-Planck-Instituts für Mikrostrukturphysik in Halle (Saale) und leitete dort von 2009 bis zu seiner Emeritierung 2019 die Theorie-Abteilung. Er ist, Stand 2022, Principal Investigator an der Hebräischen Universität Jerusalem.
Er war 2003/04 Gastwissenschaftler am Trinity College der Universität Cambridge und ab 2005 war er Max-Planck-Fellow am Fritz-Haber-Institut der Max-Planck-Gesellschaft. 1971 erhielt er einen ersten Preis im Bundeswettbewerb Mathematik.
Er befasste sich mit „ab initio“-Berechnungen der Eigenschaften von Festkörpern (Dichtefunktionaltheorie), zum Beispiel von (konventionellen) Supraleitern, der Berechnung optischer Eigenschaften von Festkörpern und Dynamik auf der Femtosekunden-Skala. Seine Gruppe versucht durch Computersimulationen Materialien mit besonderen Eigenschaften (zum Beispiel starke Dauermagnete) zu finden. Mit Erich Runge entwickelte er eine zeitabhängige Dichtefunktionaltheorie. Dort ist das Runge-Gross-Theorem (1984) nach ihnen benannt, der eine Beschreibung der Vielteilchenwellenfunktion durch die Dichte allein aussagt und das Hohenberg-Kohn-Theorem (1964) auf den zeitabhängigen Fall erweitert.
2004 erhielt er die Schlumberger Medal in Cambridge (und war dort Schlumberger-Professor) und 2016 erhielt er den Tsungming-Tu-Preis.
2005 bis 2008 war er Präsident des Centre Européen de Calcul Atomique et Moléculaire (CECAM).

## Schriften
- Herausgeber mit  Reiner M. Dreizler: Density Functional Theory, Springer 1995
- mit Erich Runge: Vielteilchentheorie, Teubner 1986
- mit E. Runge: Density functional theory for time-dependent systems, Phys. Rev. Lett., Band 52, 1984, S. 997
- mit F. Dobson and M. Petersilka: Density-functional theory of time-dependent phenomena, Topics in Current Chemistry 181, 1996, S. 81
- mit W. Kohn: Time-dependent density functional theory, Adv. Quant. Chem., Band 21, 1990, 255
- mit W. Kohn: Local density functional theory of frequency-dependent linear response, Phys. Rev. Lett., Band 55, 1985, S. 2850
- mit M. Petersilka, U.J. Gossmann: Excitation energies from time-dependent density-functional theory,Phys. Rev. Lett., Band 76, 1996, S. 1212
- mit Miguel Marques: Time Dependent Density Functional Theory, in: C. Fiolhais, F. Nogueira, M. Marques: A primer of density functional theory, Springer 2003